# Distrikt Corculla
Der Distrikt Corculla liegt in der Provinz Páucar del Sara Sara in der Region Ayacucho in Südzentral-Peru. Der Distrikt wurde am 24. Juli 1952 gegründet. Er besitzt eine Fläche von 101 km². Beim Zensus 2017 wurden 469 Einwohner gezählt. Im Jahr 1993 lag die Einwohnerzahl bei 753, im Jahr 2007 bei 566. Sitz der Distriktverwaltung ist die 3470 m hoch gelegene Ortschaft Corculla mit 311 Einwohnern (Stand 2017). Corculla liegt knapp 16 km östlich der Provinzhauptstadt Pausa.

## Geographische Lage
Der Distrikt Corculla liegt in der Cordillera Volcánica im Südosten der Provinz Páucar del Sara Sara. Er wird im Nordwesten und im Westen von den Flüssen Río Oyolo und Río Marán begrenzt. Der Río Ccachi durchquert den Distrikt mittig in westlicher Richtung.
Der Distrikt Corculla grenzt im Westen an den Distrikt Pausa, im Nordwesten an den Distrikt Colta, im Norden an den Distrikt San José de Ushua, im Osten an den Distrikt Quechualla, im äußersten Südosten an den Distrikt Tauría sowie im Süden an den Distrikt Sayla (die drei zuletzt genannten Distrikte gehören zur Provinz La Unión).

## Ortschaften
Neben dem Hauptort gibt es folgende größere Ortschaften im Distrikt:
- Huayrana
- Pampachacra